# Pomarańczowe niebo
Pomarańczowe niebo (ukr. Помаранчеве небо / Pomaranczewe nebo) — ukraiński film fabularny z 2006 roku w reżyserii Oleksandra Kyrijenki. Swobodna inscenizacja wydarzeń pomarańczowej rewolucji.

## Opis fabuły
Główni bohaterowie, Mark (syn kijowskiego gubernatora Zaduchy) i Iwanna (studentka Uniwersytetu Kijowskiego, galicjanka z pochodzenia i stronniczka Juszczenki) poznają się podczas demonstracji pod murami Centralnej Komisji Wyborczej 24 października 2004. W rezultacie, nieoczekiwane uczucie wyrywa Marka z jego stabilnego życia – zamiast jechać studiować za granicę, pozostaje na Majdanie.